# Tsodilo
Tsodilo je malé pohoří v poušti Kalahari v Botswaně, které je pro množství dávnověkých památek na lidské osídlení součástí kulturního dědictví UNESCO.
S výškou 1489 m n. m. patří mezi 3 nejvyšší hory Botswany, spolu s Otse Hill (1491 m n. m.) a Monalanong Hill (neověřených 1494 m n. m.).

## Popis
Tsodilo se nachází v severozápadní části Botswany poblíž hranic s Namibií. Pohoří poskytuje řadu příležitostí k úkrytu; i z tohoto důvodu se zde lidé usazovali už nejméně před 100 000 lety. I když archeologické nálezy nevypovídají o dlouhodobém, kontinuálním osídlení trvajícím desítky tisíc let, pozůstatků po lidském osídlení je zde velké množství. Na území kolem 10 km² bylo nalezeno kolem 4500 skalních maleb, přičemž nejstarší sahají poměrně hluboko do doby kamenné a ty nejmladší pochází z 19. století.
Pro Sany, tradiční obyvatele těchto končin, je pohoří Tsodilo posvátné a zdejší hory nazývají „Hory Bohů“. I podle archeologických nálezů byla oblast napříč tisíciletími kultovním místem. Tři ze čtyř skalnatých vrcholů jsou podle místní tradice pojmenovány Muž, Žena a Dítě.

## Galerie

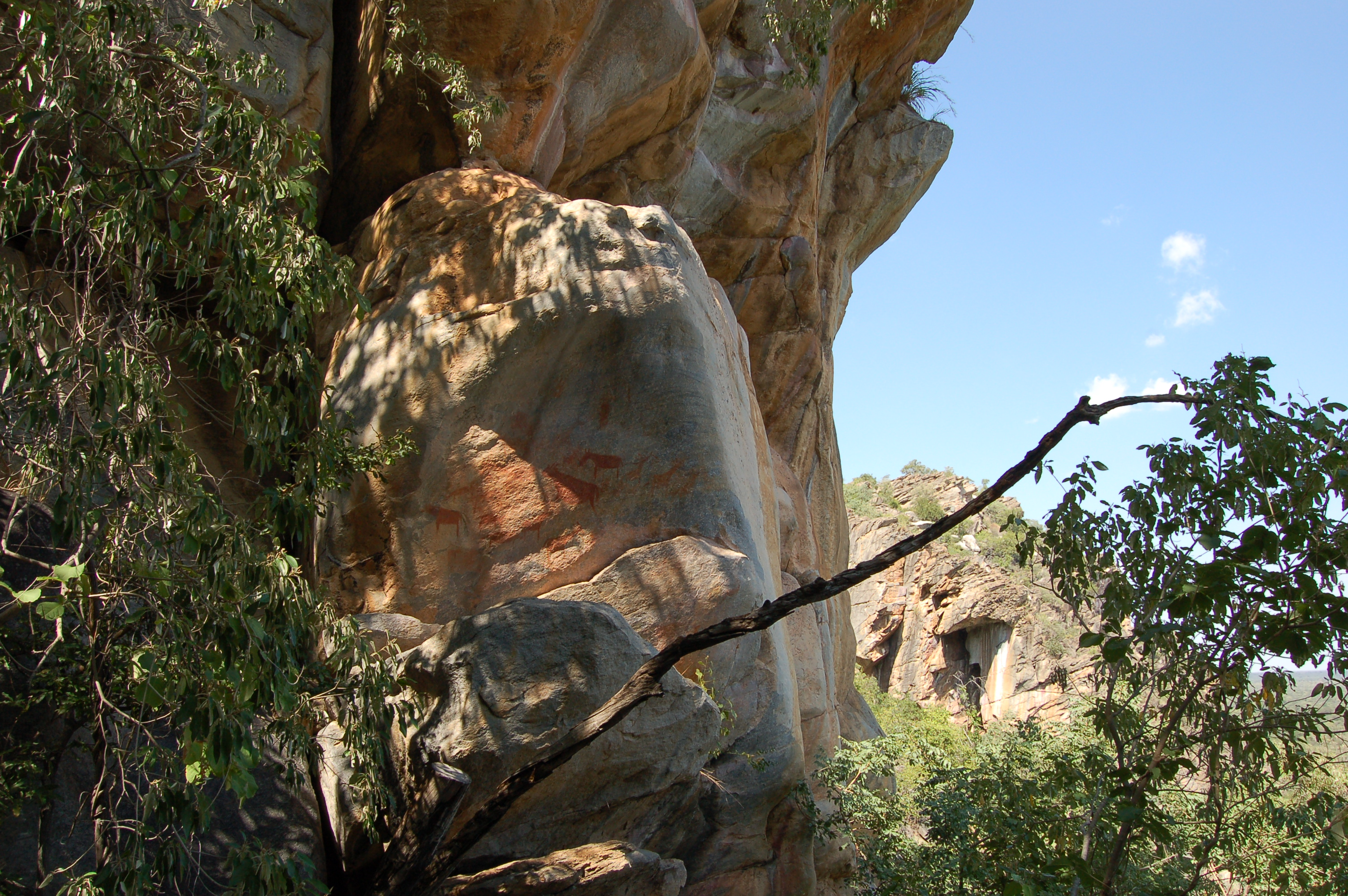
Skalní stěna s kresbami
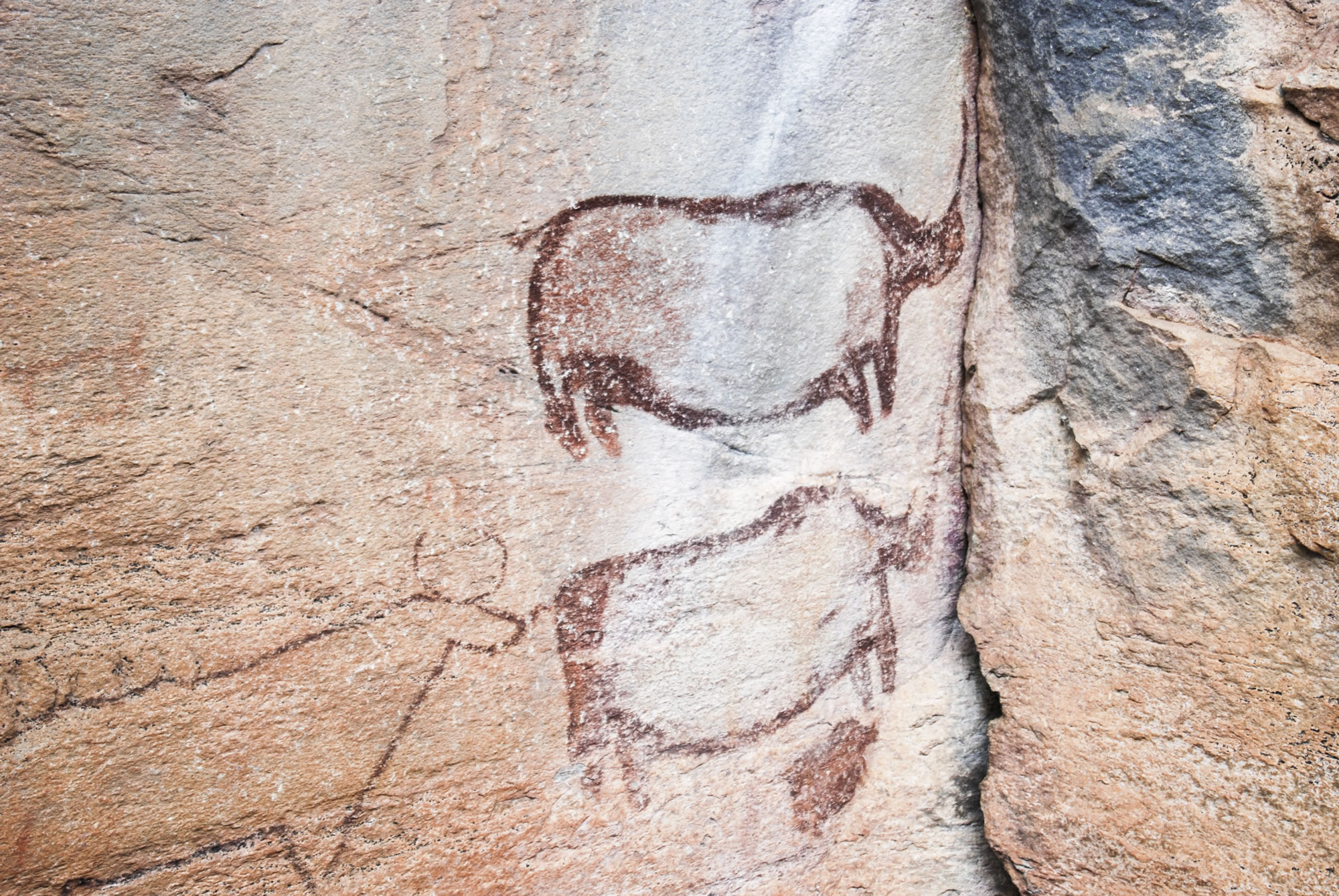
Kresba dvou nosorožců
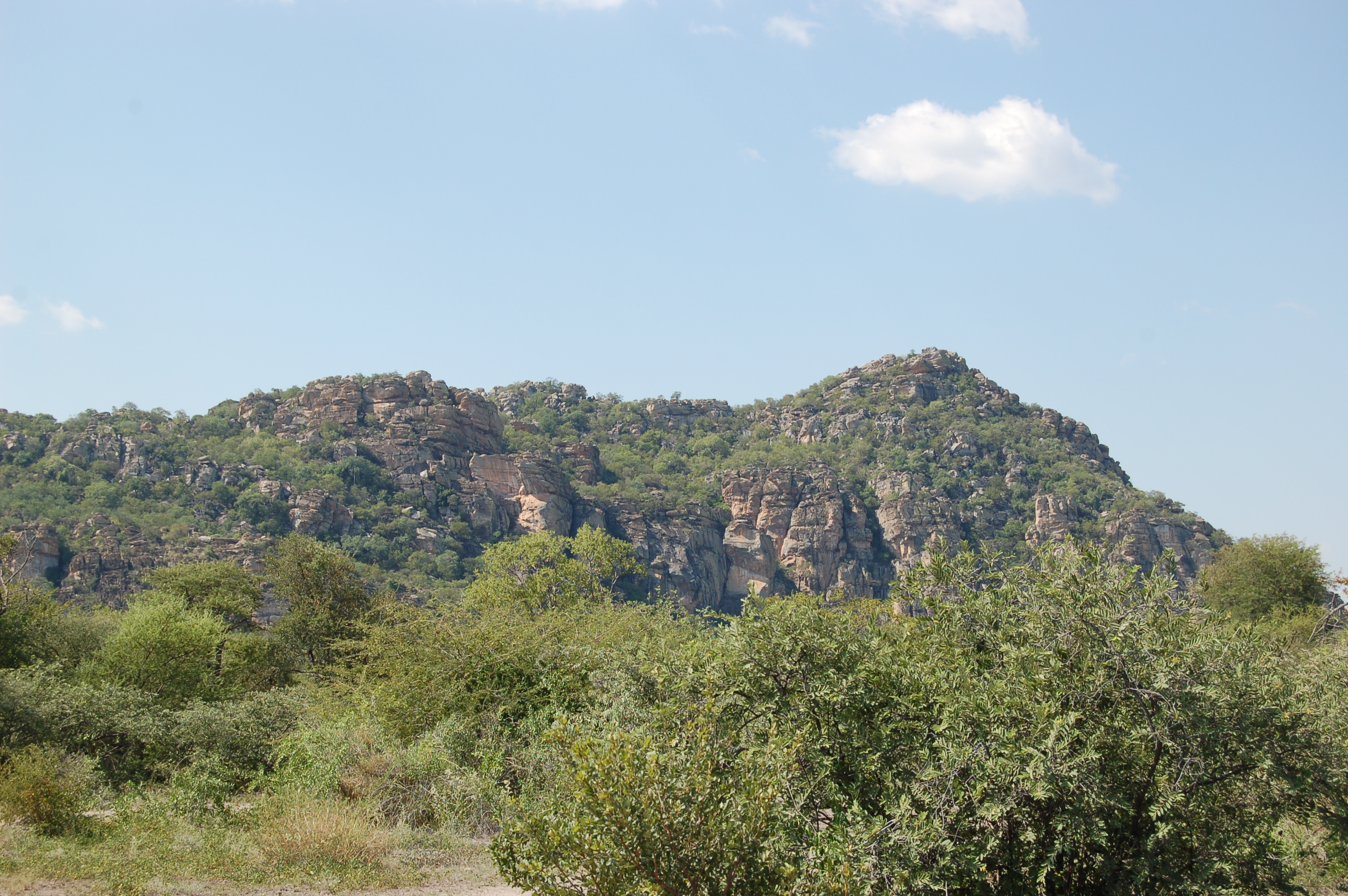
Vrcholové partie Tsodilo
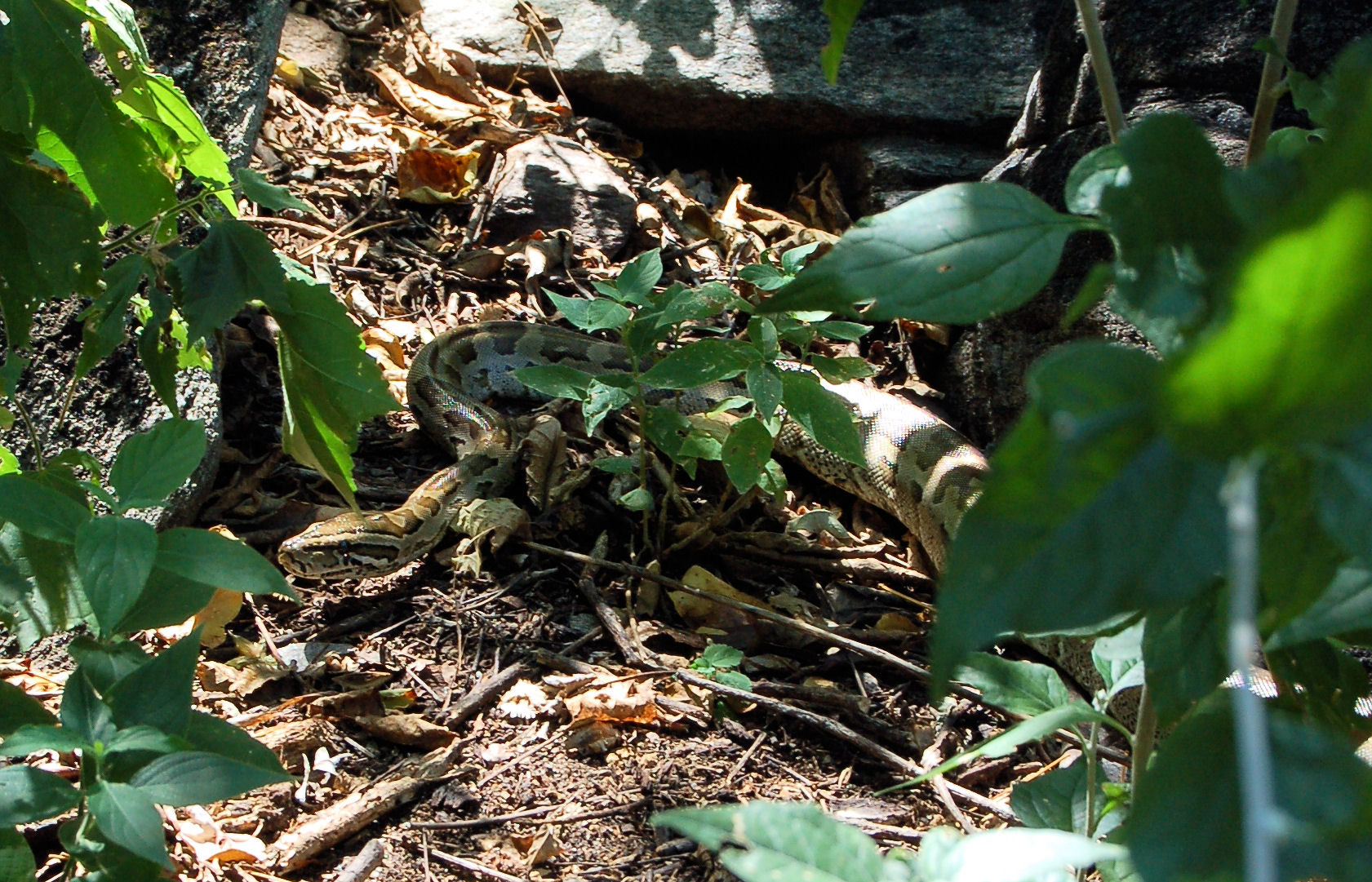
Krajta ve skalách Tsodilo